# Procesado 1040
 Procesado 1040  es una película en blanco y negro de Argentina dirigida por Rubén W. Cavallotti sobre el guion de Wilfredo Jiménez según la obra de Juan Carlos Patrón que se estrenó el 4 de septiembre de 1958 y que tuvo como protagonistas a Narciso Ibáñez Menta, Walter Vidarte, Carlos Estrada y Juan Carlos Lamas. El director,el guionista, el autor y el protagonista Vidarte son de nacionalidad uruguaya.

## Sinopsis
Por cortar la enredadera de su vecino un viejo es llevado a prisión donde sufre todo tipo de vejaciones y un ratero lo protege.

## Comentarios
Manrupe y Portela escriben:

”La obra de Patrón objeta el sistema carcelario y judicial. La película subraya esa indignidad con rigor formal y visual, a pesa de un final poco sincero. Vidarte interpretó el mismo papel que en el teatro y es la revelación. Ibáñez Menta vuelve a encarnar a un ser torturado”